# Pierluigi Pairetto
Pierluigi Pairetto (n. 15 iulie 1952, Torino, Italia) este un arbitru de fotbal italian.

## Biografie

### Arbitru
La Campionatul European de Fotbal 1992 a condus meciul Țările de Jos-Germania, câștigat 3-1 de Orange, și clasic Campionatul Mondial de Fotbal 1994 - cel mai greu conflict al sau ca arbitru a fost meciul din optimi România vs Argentinei, în Los Angeles.
La Campionatul European de Fotbal 1996 a regizat reuniunii Scoția-Anglia, a castigat 2-0 de britanici, și finală Republica Cehă-Germania, a avut loc la Stadionul Wembley din Londra și sa încheiat cu victoria germanilor 2-1.
În mai bine de arbitrul, a jucat un rol major în arena internațională, care au fost luate în considerare cele'90 de permanență în Top Ten (Nr.2 in lume in 1996) la nivel mondial de arbitri IFFHS.
A avut recent o mare recunoaștere internațională, deoarece a fost adaugat in locul 7 (cum ar fi slovaca Lubos Michel) dintre cei mai buni arbitri din istorie cu IFFHS în clasament la sfârșitul anului 2008.

### Denumirea
După o carieră ca un arbitru în 1998 a fost numit tribunal, mai întâi în Serie C între 1998 și 1999, apoi în Serie A, cu Paolo Bergamo între 1999 și 2005. Acesta a fost între 2002 și 2006, vicepreședinte al Comitetului de Arbitri al UEFA (italiană prima).
El a deținut poziția de italian vicepreședinte al UEFA, arbitrii Comitetului până în vara anului 2006, când sa descoperit că a fost în contact telefonic permanent cu Juventus director executiv Luciano Moggi cu privire la care arbitrii vor fi selectate pentru Juventus UEFA Champions League de iluminat. Ca urmare a implicării sale în acest scandal , el a primit inițial o interdicție de doi ani și șase luni de la fotbal, deși acest lucru a fost mai târziu a crescut la trei ani și jumătate.